# Alda (Nebraska)
Alda é uma vila localizada no estado americano de Nebraska, no Condado de Hall.

## Demografia
Segundo o censo americano de 2000, a sua população era de 652 habitantes.
Em 2006, foi estimada uma população de 650, um decréscimo de 2 (-0.3%).

## Geografia
De acordo com o United States Census Bureau, a localidade tem uma área de 0,9 km², sem área coberta por água. Alda localiza-se a aproximadamente 584 m acima do nível do mar.

## Localidades na vizinhança
O diagrama seguinte representa as localidades num raio de 24 km ao redor de Alda.